# オリーブの木
オリーブの木（オリーブのき、イタリア語: L'Ulivo）は、かつて存在したイタリアの政党連合。

## 概要

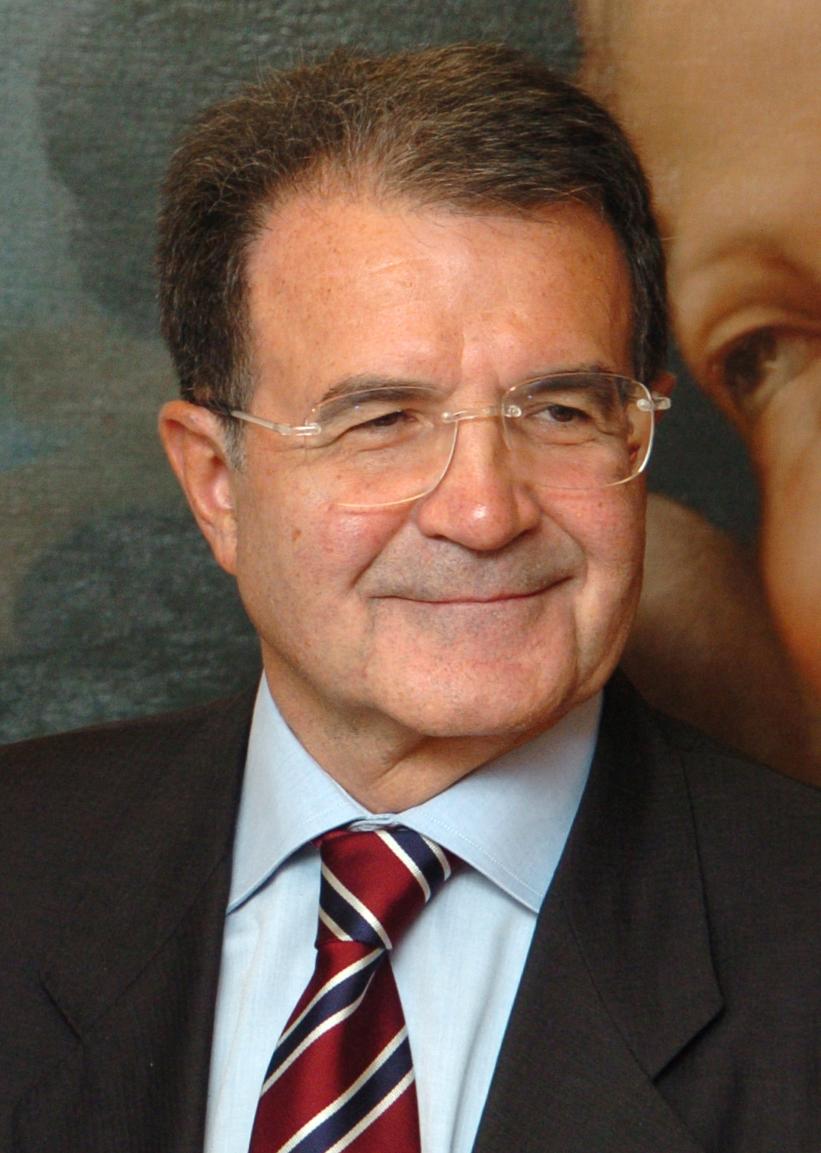
キリスト教民主党出身のロマーノ・プローディ

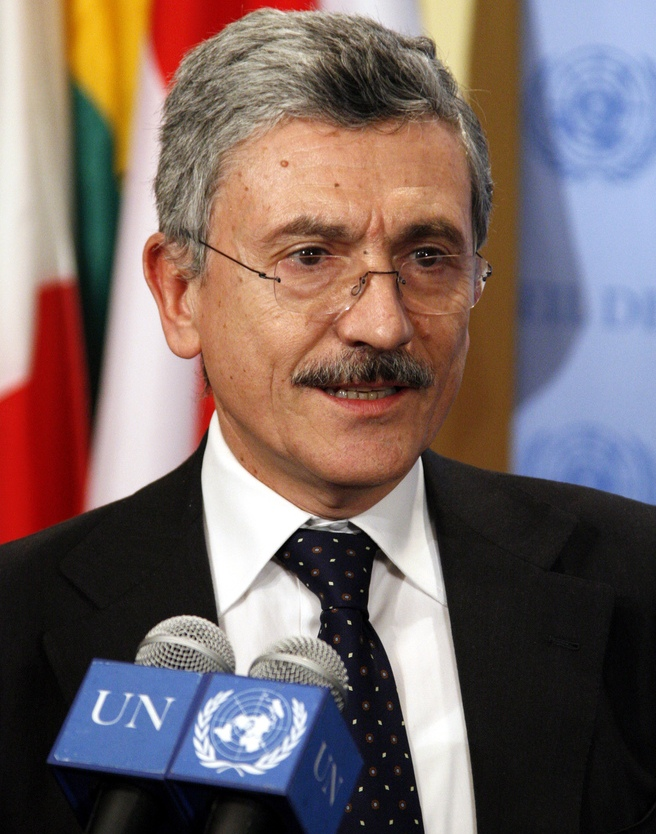
共産党出身のマッシモ・ダレマ

1994年の第12回総選挙で勝利した中道右派連合は、シルヴィオ・ベルルスコーニを首相に政権運営を担ったが、ベルルスコーニの汚職疑惑によりわずか1年で崩壊した。第12回総選挙を政党連合「進歩主義者」で臨んだものの敗北した中道左派連合は、ベルルスコーニ政権総辞職後に発足したランベルト・ディーニ率いる非政治家内閣を信任、政権への影響力を持つ一方で次期総選挙に向けて中道勢力との連携が課題であった。
ディーニ内閣が上下両院で承認された翌日、経済学者のロマーノ・プローディは中道左派勢力を結集する市民運動を開始することを表明、シンボルを「オリーブの木」とした。運動名を「オリーブの木」にした理由は、「平和の象徴で、丈夫で実がなる」ことからである。
プローディの「オリーブの木」構想に賛同したのは野党第一党の左翼民主党（PdS）で、書記長のマッシモ・ダレマは「オリーブの木」への参加を表明、前回選挙を「進歩主義者」で戦った各党も参画した。しかし左派の共産主義再建党（PRC）はプローディが旧与党勢力のキリスト教民主主義（DC）出身でDC政権において閣僚経験があることから警戒し、参加を見合わせたものの選挙協力には同意した。
「オリーブの木」は旧イタリア共産党系のPdSが中核であるものの、プローディを首相候補にしたことから共産主義の色彩を抑えることに成功した。1996年の第13回総選挙ではベルルスコーニ率いる右派連合を抑え、議会最大勢力に躍進した。

## 「ともにイタリアのために」
オリーブの木は「ともにイタリアのために」を標語としてイタリア人民党などの中道政党と左派政党が連合したものである。1996年4月21日の総選挙でオリーブの木は共産主義再建党と結んで勝利し、ロマーノ・プローディを首相に据えた。1998年10月9日プローディは共産主義再建党の閣外協力が得られなくなり辞職、10月21日左翼民主主義者のマッシモ・ダレマが後任に選ばれた。1999年12月22日の第2次ダレマ政権、2000年4月25日の第2次ジュリアーノ・アマート政権までオリーブの木は政権の中核を担った。
2001年5月13日、第14回総選挙でマルゲリータ党のフランチェスコ・ルテッリ率いるオリーブの木はシルヴィオ・ベルルスコーニの中道右派連合の自由の家に敗れた。

## 欧州でのオリーブの木連合
2004年6月12日の欧州議会選挙でオリーブの木連合は31.1%の得票を得た。このときのオリーブの木はそれまでの参加8政党中の3つとそれまで協力関係のなかった「ヨーロッパ共和運動」だけであった。

## オリーブの木連合
2004年9月13日オリーブの木は夏に欧州議会選挙を戦った4党で統一オリーブの木 (Uniti nell'Ulivo) を再結成した。
参加政党
- 左翼民主主義者
- マルゲリータ
- イタリア民主社会主義者
- ヨーロッパ共和運動

2005年2月10日に2006年のイタリア総選挙に向けて、オリーブの木連盟と緑の党系と共産党系の中道左派政党は「自由の家」のベルルスコーニ政権打倒を目指して「連合」(L'Unione) を結成し、名前とロゴを公表した。

## 日本におけるオリーブの木構想
イタリアに存在した政党連合のオリーブの木にならい、日本においても政界再編に関連して、野党を中心にオリーブの木にならった政党連合構想がしばしば語られることがあった。
1998年4月27日、（旧）民主党に民政党、新党友愛、民主改革連合が合流し（新）民主党を結成するが、これに先立つ同年2月17日に、菅直人民主党代表は、東京都内での講演でオリーブの木に触れながら「第18回参院選挙以前に（新党ではなく）政党連合を提示できないか」と発言している。
小沢一郎も野党結集の手段としてオリーブの木にしばしば言及している。民主党を離党し、国民の生活が第一を結成した際には、自らの党の他、新党きづな、社会民主党、減税日本、新党大地・真民主と民主党の一部議員に第3極結集を呼び掛けた。2017年東京都議会議員選挙で都議会自民党が敗北し、都民ファーストの会が受け皿になり安倍政権に対する批判票を集めたことを受けて、野党勢力が結集して、小選挙区で候補者を一本化するとともに、比例代表で統一名簿を作成するオリーブの木構想を実現すべきだという考えを示した。

### 日本の確認団体「オリーブの木」（第25回参院選）
2019年の第25回参議院議員通常選挙において、市民団体代表の黒川敦彦らが確認団体（政治団体）「オリーブの木」（現：つばさの党）として候補者を擁立したが、全員が落選した。これは黒川らがそれぞれ率いている政治団体や市民団体の集合体という位置づけで、既存の国政政党や現職国会議員からの参加は無かった（元国会議員や地方議員の参加はあった）。そのため、前述の小沢一郎らのオリーブの木構想とは人脈的な関連性はほとんどない。